# Ninfa Salinas Sada

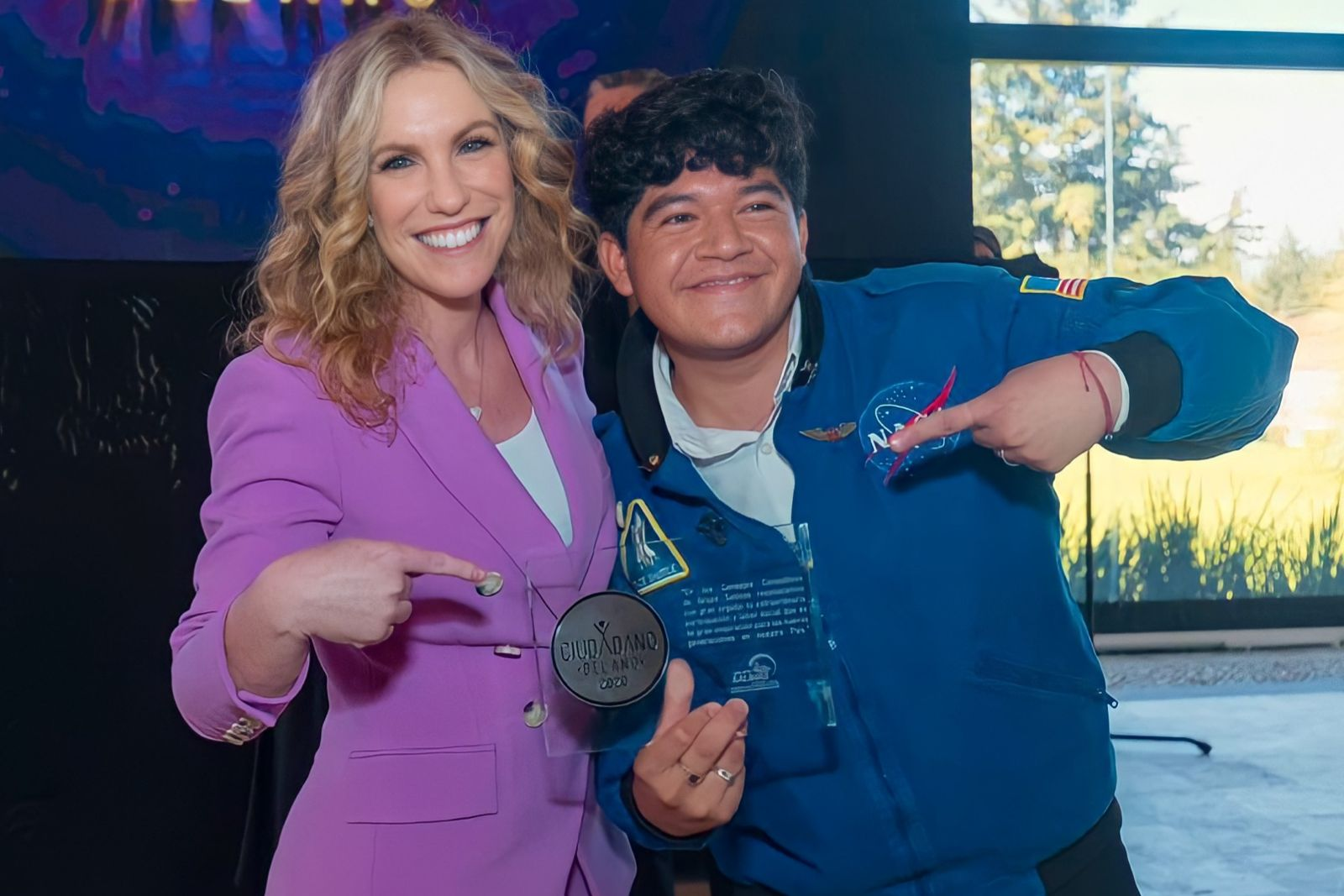
Otorgando el Premio Ciudadano 2020.

Ninfa Clara Salinas Sada (Ciudad de México; 1 de mayo de 1980) es mercadóloga por la Universidad Anáhuac de México, cuenta con una carrera política de amplia trayectoria siendo militante vigente del Partido Verde Ecologista de México. Dentro de la política mexicana se le reconoce como una impulsora de leyes en pro del medio ambiente. Es hija del empresario Ricardo Salinas Pliego.

## Formación académica
Licenciada en Mercadotecnia por la Universidad Anáhuac México.
Maestría en Sustentabilidad y Administración del Medio Ambiente por la Universidad de Harvard. 

## Trayectoria política
Fue Diputada en la Legislatura LXI (2009-2012), siendo una de las mujeres más jóvenes en desempeñar el cargo. Presidió la Comisión de Medio Ambiente y Recursos Naturales. Coordinó la aprobación de la Ley de Aprovechamiento de Energías Renovables que generó un aumento del 50% al presupuesto del Ramo 16 designado al medio ambiente. Impulso también la Ley de Financiamiento de la Transición Energética y la Ley General de Cambio Climático que incorpora a México dentro de un importante grupo de países con una legislación efectiva para combatir y minimizar los efectos del cambio climático. 
Durante su gestión en la cámara de diputados centró sus iniciativas en la protección de medio ambiente, buscó proteger a la industria forestal en México y se sumó al esfuerzo de legisladores de diferentes partidos políticos en temas de trata de personas, seguridad y trabajo. 
Fue Senadora de la República por parte del Partido Verde Ecologista de México (PVEM) para las Legislaturas LXII y LXIII (2012-2018). Durante ambas Legislaturas presidió la Comisión de Medio Ambiente y Recursos Naturales, además de ser integrante de las Comisiones de Energía, Recursos Hidráulicos y Relaciones Exteriores-América del Norte. 

## Trayectoria profesional
Actualmente es Presidenta de Grupo Dragón, empresa de generación de electricidad a partir de energías renovables. 
Funge como Presidenta del Consejo Directivo de Fundación Azteca de Grupo Salinas, misma que cuenta con más de 20 años de trayectoria, cuyo objetivo es impulsar la educación con un enfoque en la libertad, la innovación y la creatividad en sus programas educativos y ambientales. Actualmente promueve su modelo educativo en cinco Planteles Azteca e impactará en los próximo 3 años a más de 10 mil niños en toda la República Mexicana. 
Como parte de Grupo Salinas, es Vicepresidenta del Comité Ejecutivo. De igual manera es Presidenta de los Consejos Consultivos del Grupo, mismos que son mecanismos de vinculación con los principales líderes empresariales del país y que actualmente agrupa a más de 300 empresarios de toda la República Mexicana. En  el año 2020 apareció en el ranking de las 100 mujeres más poderosas de México de la revista Expansión. 
Ha desempeñado diversos cargos en Grupo Salinas entre los que destacan directora general de Energía y Sustentabilidad, directora general de Promoespacio y directora general de i Latina.
En la actualidad es vicepresidenta del Grupo Salinas y presidenta del Consejo Directivo de Fundación Azteca. 